# Luskoun ostrovní
Luskoun ostrovní (Manis javanica, také Manis malaccensis, Paramanis javanica), nazývaný rovněž luskoun malajský či luskoun zadoindický, je savec patřící do řádu luskouni (Pholidota), čeledi luskounovití (Manidae) a rodu luskoun (Manis). Známy jsou dva poddruhy: Manis javanica culionensis a Manis javanica javanica. Odborné jméno znamená šupinatý mravenečník.

## Výskyt
Luskoun ostrovní je zvířetem orientální oblasti a má největší areál výskytu mezi všemi luskouny žijícími v Asii. Obývá téměř celý východ tohoto kontinentu, přičemž se vyskytuje jak na pevninské části, tak v ostrovních oblastech, lze jej najít například ve Vietnamu (středním a jižním), Kambodže, jižní Číně, ve středu a jihu Myanmaru (Barmy), široce rozšířen je v Malajsii a na indonéských ostrovech (například Borneo, Sumatra, Jáva, Bali), obývá i Singapur. Žil i v Laosu, ale zde populace kvůli lovu značně poklesla.
Žije v řadě různých stanovišť, obývá lesy od nížinných až po sekundární, může žít i na zahradách či na plantážích až do výšky 1 700 m n. m.

## Popis
Luskoun ostrovní měří 79 až 88 cm, tělo je přičemž dlouhé 40 až 65 cm a ocas 35 až 57 cm, hmotnost se odhaduje na 4,5 až 14 kg. Samci dosahují větší velikosti než samice, u druhu je vyvinut pohlavní dimorfismus. Hlava je kuželovitá, s masivním čenichem. Druh nemá zuby a potravu loví na až 25 centimetrů dlouhý tenký jazyk. Kvůli jeho velikosti má upravenou vnitřní stavbu těla. Luskouni jsou jediní savci vlastnící šupiny, luskoun ostrovní jich má obyčejně mezi 900 a 1000. Jsou tmavohnědě zbarvené. Na spodní části těla místo šupin rostou chlupy bílé až světlehnědé barvy. Mláďata váží mezi 100 až 500 gramy a jejich šupiny jsou první den po porodu měkké.

## Chování

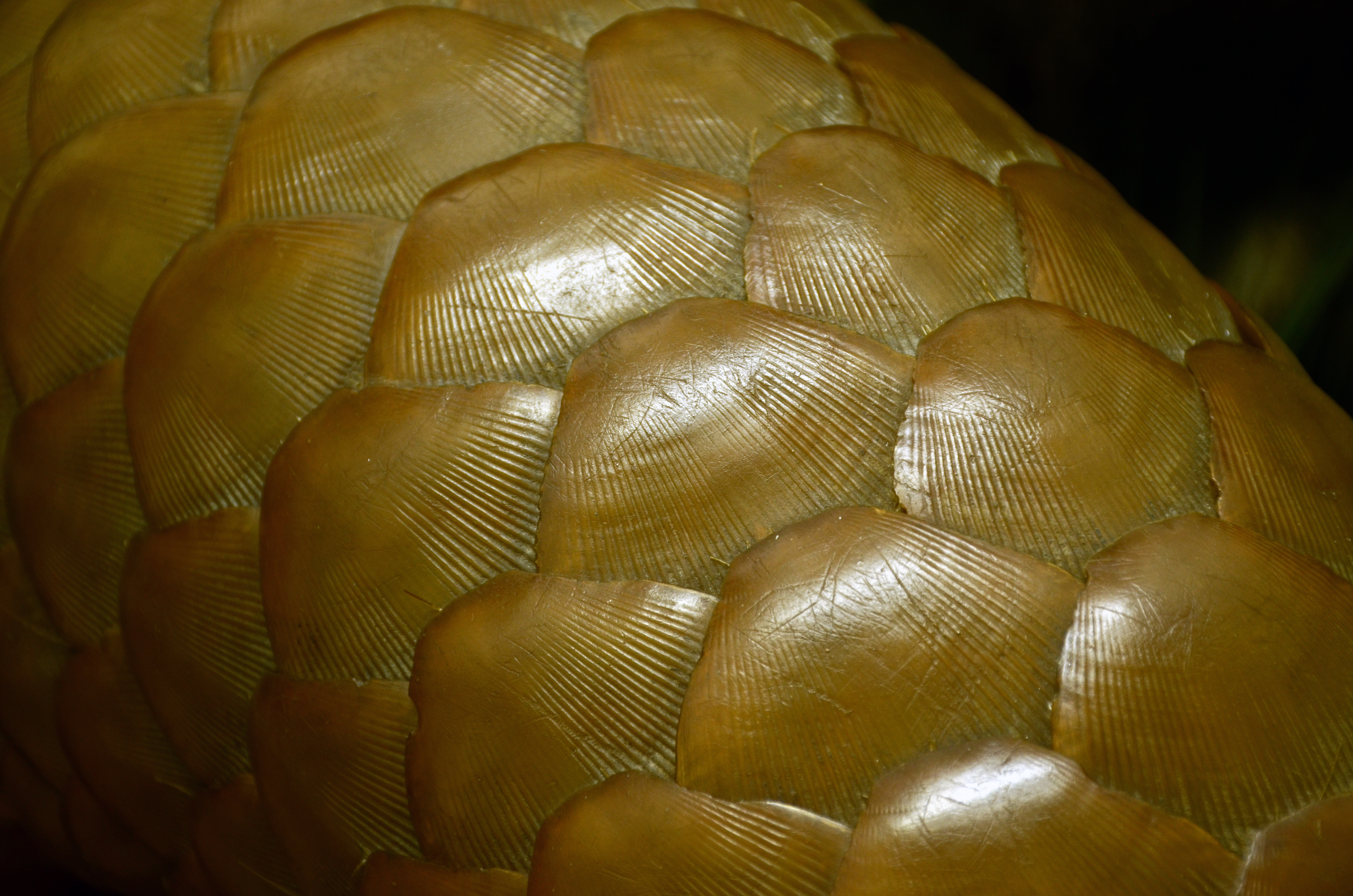
Šupiny luskouna ostrovního

Luskoun ostrovní je většinou samotářským druhem. Aktivní je v noci, den tráví ukrytý v dutinách stromů. Obyčejně chodí po čtyřech nohách, ale může také šplhat po stromech, přičemž si pomáhá chápavým ocasem a někdy i plave. Je tichým zvířetem a jedinci mezi sebou komunikují hlavně pachovými značkami. V případě ohrožení vydává frkavé a syčivé zvuky, při napadení se brání nejprve sekáním ocasu a vztyčením šupin na těle, pokud nepřítel pokračuje v útoku, luskoun se svine do klubíčka, čímž skryje své zranitelné břicho. Svinutí je pevné, ale jestliže se predátorovi podaří luskouna rozbalit, brání se ještě vystřikováním tekutiny z análních váčků.
Živí se převážně mravenci a termity, jejich hnízdo rozhrne drápy, vsune do něj svůj jazyk obalený slinami a lapá pomocí něj kořist. V žaludku je potom potrava rozmělněna kameny, jež luskoun polyká.
Rozmnožování nastává pravděpodobně na podzim. Po 130 denní březosti samice porodí jedno až dvě mláďata. Stará se o ně převážně ona. Odstav od mateřského mléka nastává asi za tři měsíce a pohlavní dospělosti je dosaženo v jednom roce života. Délka života není z volné přírody kvůli skrytému životu luskounů a ani ze zajetí, kde luskouni brzy umírají, známa.

## Ohrožení
Nebezpečí pro tento druh představuje především lov. V čínské a vietnamské tradiční medicíně se používají šupiny, které mají údajné léčivé účinky; prý dokáží vyléčit i rakovinu a v Malajsii se věřilo, že pomáhají proti astmatu. Kůže luskounů využívá kožedělnický a obuvnický průmysl, v některých oblastech (jako je Čína) se konzumuje též maso luskounů a je považováno za luxusní pokrm. Další nebezpečí představuje ztráta přirozeného prostředí, v Singapuru se často stávají luskouni oběťmi střetů s auty.
Mezinárodní svaz ochrany přírody hodnotí druh jako kriticky ohrožený a zapsán je na druhou přílohu Úmluvy o mezinárodním obchodu s ohroženými druhy volně žijících živočichů a rostlin, roku 2000 byly zavedeny kvóty. Chráněn je mimo Bruneje ve všech státech jeho výskytu.